# Associazione Calcio Udinese 1947-1948
Questa voce raccoglie le informazioni riguardanti l'Associazione Calcio Udinese nelle competizioni ufficiali della stagione 1947-1948.

## Rosa
| N. |                   | Ruolo | Calciatore        |
| -- | ----------------- | ----- | ----------------- |
|    | Italia (bandiera) | D     | Luciano Berini    |
|    | Italia (bandiera) | A     | Antonio Bertoli   |
|    | Italia (bandiera) | A     | Alfredo Bicego    |
|    | Italia (bandiera) | A     | Enore Boscolo     |
|    | Italia (bandiera) | A     | Gino Calcaterra   |
|    | Italia (bandiera) | A     | Guido Castellan   |
|    | Italia (bandiera) | C     | Girolamo Coletti  |
|    | Italia (bandiera) | A     | Walter D'Odorico  |
|    | Italia (bandiera) | A     | Aristide Dreossi  |
|    | Italia (bandiera) | D     | Glauco Ferron     |
|    | Italia (bandiera) | D     | Severino Feruglio |
|    | Italia (bandiera) | P     | Ranieri Galluzzo  |
|    | Italia (bandiera) | C     | Bruno Gremese     |

| N. |                    | Ruolo | Calciatore        |
| -- | ------------------ | ----- | ----------------- |
|    | Italia (bandiera)  | P     | Ramiro Gremese    |
|    | Italia (bandiera)  | D     | Ardemio Marangoni |
|    | Italia (bandiera)  | D     | Elio Martinis     |
|    | Italia (bandiera)  | A     | Luigi Obuel       |
|    | Italia (bandiera)  | A     | Ugo Patessio      |
|    | Italia (bandiera)  | A     | Giuseppe Persi    |
|    | Italia (bandiera)  | C     | Silvano Pravisano |
|    | Austria (bandiera) | A     | Roman Schramseis  |
|    | Italia (bandiera)  | C     | Cirano Snidero    |
|    | Italia (bandiera)  | C     | Ludovico Tubaro   |
|    | Italia (bandiera)  | C     | Dino Zarlatti     |
|    | Italia (bandiera)  | D     | Bruno Zorzi       |

## Risultati

### Campionato

#### Girone di andata
| 5 dicembre 1947 1ª giornata | Udinese | 1 – 0 | Verona |  |

| 21 settembre 1947 2ª giornata | Piacenza | 4 – 1 | Udinese |  |

| 5 ottobre 1969 3ª giornata | Venezia | 3 – 1 | Udinese |  |

| 24 agosto 4ª giornata | Udinese | 2 – 1 | Reggiana |  |

| 12 ottobre 1947 5ª giornata | Treviso | 3 – 0 | Udinese |  |

| 19 ottobre 1947 6ª giornata | Udinese | 1 – 0 | Cremonese |  |

| 26 ottobre 1947 7ª giornata | Udinese | 1 – 2 | Prato |  |

| 2 novembre 1947 8ª giornata | Pistoiese | 2 – 1 | Udinese |  |

| 19 dicembre 1965 9ª giornata | Udinese | 0 – 1 | Padova |  |

| 23 novembre 1947 10ª giornata | Parma | 0 – 1 | Udinese |  |

| 30 novembre 1947 11ª giornata | Udinese | 2 – 2 | Pro Gorizia |  |

| 7 dicembre 1947 12ª giornata | Suzzara | 4 – 3 | Udinese |  |

| 5 maggio 1946 13ª giornata | Centese | 0 – 0 | Udinese |  |

| 20 ottobre 1946 14ª giornata | Udinese | 0 – 1 | SPAL |  |

| 4 gennaio 1948 15ª giornata | Bolzano | 0 – 0 | Udinese |  |

| 30 novembre 1975 16ª giornata | Udinese | 1 – 1 | Mantova |  |

| 5 ottobre 1947 17ª giornata | Carrarese P. Binelli | 0 – 5 | Udinese |  |

#### Girone di ritorno
| 15 febbraio 1948 18ª giornata | Verona | 1 – 1 | Udinese |  |

| 22 febbraio 1948 19ª giornata | Udinese | 2 – 2 | Piacenza |  |

| 29 febbraio 1948 20ª giornata | Udinese | 3 – 2 | Venezia |  |

| 7 marzo 1948 21ª giornata | Reggiana | 3 – 0 | Udinese |  |

| 14 marzo 1948 22ª giornata | Udinese | 5 – 0 | Treviso |  |

| 21 marzo 1948 23ª giornata | Cremonese | 1 – 1 | Udinese |  |

| 28 marzo 1948 24ª giornata | Prato | 2 – 0 | Udinese |  |

| 11 aprile 1948 25ª giornata | Udinese | 2 – 0 | Pistoiese |  |

| 17 aprile 1948 26ª giornata | Padova | 3 – 0 | Udinese |  |

| 25 aprile 1948 27ª giornata | Udinese | 1 – 0 | Parma |  |

| 2 maggio 1948 28ª giornata | Pro Gorizia | 1 – 0 | Udinese |  |

| 9 maggio 1948 29ª giornata | Udinese | 1 – 0 | Suzzara |  |

| 23 maggio 1948 30ª giornata | Udinese | 2 – 1 | Centese |  |

| 30 maggio 1948 31ª giornata | SPAL | 1 – 0 | Udinese |  |

| 6 giugno 1948 32ª giornata | Udinese | 3 – 1 | Bolzano |  |

| 13 giugno 1948 33ª giornata | Mantova | – | Udinese |  |

| 20 giugno 1948 34ª giornata | Udinese | 4 – 0 | Carrarese P. Binelli |  |